# شهرک مهندسی زراعی
شهرک مهندسی زراعی شهرکی در بخش مشکین‌دشت، شهرستان فردیس، استان البرز است. در ابتدا نقشه تمام خانه های شهرک به صورت خانه های ویلائی با 2 متراژ 500 و 200 متری ارائه شد. نقشه داخلی تمامی منازل هم متراژ تفریباٌ مشابه و برای اکثر قواره های بزرگ محوطه ای برای ساخت استخر در نظر گرفته شده بود. نقشه کوچه ها و خانه ها به طوری بود که ساکنین بیشترین دسترسی به حیاط و فضای سبز را داشته و کمترین مزاحمت را برای همسایه ها ایجاد کنند. شهرک دارای چاه آب مستقل و بسیار گوارا بود که یک بار حدوداٌ در 20 سال پیش خشک شد و مدت 20 روز تمامی اهالی شهرک بدون آب به سر بردند. از اوایل دهه 80 خورشیدی در گوشه و کنار شهرک شروع به ساخت آپارتمان کردند و این رویه تا به امروز ادامه داشته و تعداد کمی از خانه های ویلایی هم اقدام به بازسازی و یا تخریب منزل و ساخت آپارتمان کردند. ولی تا به امروز چیدمان قدیمی شهرک حفظ و این یکی از محاسن طراحی قدیم این منطقه می باشد که فضا برای رشد و بهسازی را به ساکنین داده است. در سرشماری سال ۱۳۹۵ جمعیت آن ۱۶٬۱۰۴ نفر در ۵۱۲۰ خانوار برآورد شده است.